# Lucy Burns
Lucy Burns (Brooklyn, 28 de julio de 1879-Nueva York, 22 de diciembre de 1966) fue una sufragista y defensora de los derechos de las mujeres estadounidense. Fue una activista apasionada tanto en los Estados Unidos como en el Reino Unido. Burns era amiga cercana de Alice Paul y formaron juntas el National Woman's Party (NWP).

## Infancia y educación
Burns nació en Nueva York en el seno de una familia católica irlandesa. Inez Haynes Irwin, miembro del NWP, la describió como "de ojos azules y de tez fresca; con hoyuelos; y su cabeza está cargada, al igual que la de Alice Paul, con un enorme peso de cabello". Debido a que tenía un físico llamativo, hubo muchos hombres que la trataron con falta de respeto. Era una buena estudiante y asistió por primera vez al Packer Collegiate Institute, o lo que originalmente se conocía como la Brooklyn Female Academy, como segunda escuela preparatoria en 1890. El Packer se enorgullecía de "enseñar a las niñas a ser damas", y enfatizaba la educación religiosa al tiempo que abogaba por ideales más liberales como educar "la mente a los hábitos de pensar con claridad y fuerza". Mientras asistía a ese centro, Burns conoció a una de las referentes de su vida: Laura Wylie, una de las primeras mujeres en ir a la Escuela de Postgrado de la Universidad de Yale. Burns también asistió a la Universidad de Columbia, al Vassar College y a la Universidad de Yale antes de convertirse en profesora de inglés.
Burns dio clase en el instituto Erasmus de Brooklyn durante dos años. Aunque le gustaba enseñar, consideraba la experiencia frustrante y quería continuar sus propios estudios. En 1906, con veintisiete años, se trasladó a Alemania para reanudar sus estudios de idiomas. Allí estudió en las universidades de Bonn y Berlín entre 1906 y 1909. Burns se trasladó más tarde al Reino Unido, donde se matriculó en la Universidad de Oxford para estudiar inglés. Tuvo la suerte de tener una formación muy extensa porque su padre, Edwards Burns, la apoyó y financió su educación internacional.

## Activismo
Las primeras experiencias significativas de Burns en el mundo del activismo fueron con la familia Pankhurst en el Reino Unido de 1909 a 1912. Mientras asistía a la escuela de postgrado en Alemania, viajó brevemente a Inglaterra donde conoció a Emmeline Pankhurst y a sus hijas Christabel y Sylvia. Se sintió tan inspirada por su activismo y carisma que dejó sus estudios de postgrado para quedarse con ellas y trabajar en la Unión Social y Política de las Mujeres (WSPU, por sus siglas en inglés), una organización dedicada a luchar por los derechos de las mujeres en el Reino Unido. Allí fue contratada por la WSPU como organizadora asalariada entre 1910 y 1912. En ese proceso, se apasionó cada vez más por el activismo y participó en numerosas campañas con la WSPU. Una de sus primeras contribuciones fue la organización de una manifestación en Edimburgo como parte de la campaña en Escocia en 1909. Aunque no era una oradora muy conocida del movimiento por los derechos de la mujer, hizo una serie de discursos en los mercados y en las esquinas de las calles mientras estaba en Europa. Su activismo dio lugar a numerosas apariciones en los tribunales y a informes de "conducta desordenada" en los periódicos. En agosto de 1909, se escondió en el tejado del St Andrew's Hall en Glasgow. Planeaba romper el tejado e interrumpir un discurso político del Conde de Crewe ante un público masculino.
Mientras trabajaba con la WSPU, Burns conoció a Alice Paul en una comisaría de policía de Londres. Ambas habían sido arrestadas por manifestarse, y Paul se presentó cuando se dio cuenta de que Burns llevaba un broche con la bandera estadounidense en la solapa. Hablaron de sus experiencias de sufragio en el Reino Unido y en el movimiento de mujeres de Estados Unidos. Burns y Paul se unieron por su frustración ante la inactividad y la falta de liderazgo del movimiento sufragista estadounidense de Anna Howard Shaw. Sus pasiones similares y su audacia frente a la oposición las convirtieron en buenas amigas rápidamente. Ambas vivían el activismo con pasión, y la lucha feminista por la igualdad en el Reino Unido las inspiró para continuar luchando en Estados Unidos en 1912.
La historiadora del sufragio Eleanor Clift compara la sociedad de Paul y Burns con la de Susan B. Anthony y Elizabeth Cady Stanton. Señala que "eran opuestas en apariencia y temperamento... Mientras que Paul parecía frágil, Burns era alta y con curvas, la imagen de una salud de hierro. A diferencia de Paul, que era rígida y difícil de tratar, Burns era flexible y estaba dispuesta a negociar. Paul era la militante y Burns, la diplomática". A pesar de sus marcadas diferencias, trabajaron juntas de manera tan efectiva que decían de ellas que tenían "una sola mente y espíritu".

## National American Woman Suffrage Association (NAWSA)
Al regresar a Estados Unidos, Paul y Burns se unieron a la National American Women Suffrage Association (NAWSA) como lideresas de su Comité del Congreso. Consideraban fundamental responsabilizar al partido político en el poder para desarrollar una enmienda al sufragio federal. De esta forma, creían que los congresistas se verían obligados a tomar medidas o se arriesgarían a perder sus escaños. Esta táctica militante fue presentada por Paul y Burns a Anna Howard Shaw y a otras lideresas en la convención de la NAWSA de 1912 en Filadelfia. Sin embargo, rechazaron su propuesta porque consideraban que cualquier acción contra el Partido Demócrata, que acababa de ganar las elecciones presidenciales, era prematura en ese momento. Como Burns y Paul no estaban dispuestas a echarse atrás sin luchar, solicitaron la ayuda de Jane Addams, una respetada y poco ortodoxa lideresa de la NAWSA para que intercediera. Aunque se vieron obligadas a moderar su propuesta, se autorizó una manifestación en defensa del sufragio durante la toma de posesión de Woodrow Wilson. La única consecuencia fue la retirada de fondos para el Comité del Congreso en el que estaban Paul y Burns. Y, pese a que estuvieron de acuerdo con esa decisión, este evento marcó el comienzo de su división con la NAWSA.

## Congressional Union
Debido a las discusiones sobre sus tácticas y financiación, Burns y Paul sintieron que era mejor sumarse al Comité del Congreso de NAWSA y formaron un grupo aún asociado con NAWSA aunque con su propio equipo de gobierno. Este nuevo comité se denominó Congressional Union of the National American Women Suffrage Association. Burns fue elegida por unanimidad como miembro ejecutivo de este nuevo organismo. En abril de 1913, la NAWSA decidió que quería distanciarse del grupo más radical y que ya no permitía que su nombre se usara en el título, por lo que el Congressional Union of the National American Women Suffrage Association cambió su nombre por el de Congressional Union. A pesar de esto, Burns y Paul todavía querían que el Congressional Union se asociara con NAWSA, así que solicitaron que se considerara como apoyo. Al Congressional Union  se le otorgó la condición de miembro auxiliar, pero la relación seguía siendo distante.
Además de las crecientes tensiones entre el Congressional Union y la NAWSA, Burns hizo una propuesta radical una vez más en la convención de NAWSA de 1913 en Washington. Debido a que los demócratas controlaban la Casa Blanca y ambas cámaras del Congreso en ese momento, Burns quería darles un ultimátum: "apoyad nuestro proyecto de ley para el sufragio o nos aseguraremos de que no seáis reelegidos". Burns dijo: "La inacción establece un registro tan claro como una política de hostilidad abierta". Ya no iba a tolerar la apatía del Partido Demócrata. Burns estaba particularmente enfadada con el Presidente Wilson porque les había dicho que apoyaría al Comité para el Sufragio, pero luego nunca mencionó su promesa en su discurso ante el Congreso. Cuando una delegación de mujeres de la NAWSA trató de reunirse con él para tratar este incidente y registrar su protesta, Wilson declaró estar enfermo. Pocos días después, Wilson renegó de su voto de apoyar el sufragio y dijo que no impondría sus puntos de vista privados al Congreso.
NAWSA sintió que ya no podía tolerar las tácticas radicales empleadas y defendidas por la Congressional Union, y querían romper oficialmente sus lazos. Paul y Burns no querían crear una organización completamente separada que pudiera rivalizar potencialmente con NAWSA y obstaculizar el progreso del movimiento, así que intentaron en numerosas ocasiones iniciar negociaciones con las lideresas de NAWSA. A pesar de sus esfuerzos, la Congressional Union se separó oficialmente de NAWSA el 12 de febrero de 1914.
Muchos predijeron que esta división haría un daño irreparable a la campaña de las mujeres por el sufragio; los cínicos no desanimaron a Paul y Burns, y comenzaron a planear su campaña contra los demócratas en el verano de 1914. Además de confrontar al Partido Demócrata, se dirigieron a miembros descontentos dentro de su propia organización; algunas mujeres se quejaban de que la Congressional Union era elitista, autoritaria y antidemocrática. Paul creía que la autoridad centralizada era crítica para lograr sus metas y operar efectivamente, así que no hicieron ningún cambio drástico; para apaciguar a sus miembros solicitaron sugerencias y declararon: "Estaríamos muy agradecidas de tener cualquier plan constructivo que puedan presentarnos".
Mientras intentaba hacer frente a los ataques internos y externos, la Congressional Union trabajó para mantener a flote la enmienda de Anthony en 1914. La enmienda Anthony, o Resolución Mondell, fue una enmienda federal para el sufragio femenino y lo que finalmente se convertiría en la decimonovena enmienda. Desde su separación de NAWSA, Ruth Hanna McCormick se había convertido en la presidenta del Comité del Congreso de NAWSA. Sin consultar a la Junta de la NAWSA, ella había apoyado la enmienda alternativa Shafroth-Palmer en su nombre. Esto representó una gran amenaza para el trabajo de Burns y Paul porque la enmienda Shafroth, si se aprobaba, haría que el sufragio fuera una cuestión de derechos de los estados.  Mientras Burns, Paul y otras mujeres de la Congressional Union y la NAWSA se reunían para tratar este asunto, NAWSA finalmente se mantuvo en apoyo de la enmienda Shafroth, y la Congressional Union continuó su campaña a favor del sufragio federal.
Burns fue la primera mujer en hablar ante los delegados del Congreso en 1914, cuando la enmienda de Anthony finalmente salió del comité y llegó a la Cámara. Aunque su discurso tenía como objetivo principal preparar el escenario para Alice Paul, también describió los logros de la Congressional Union. El hecho de que fuera la primera en hablar en un momento tan crítico para el sufragio federal demuestra no solo su valentía frente a la oposición, sino también lo mucho que la respetaban sus compañeras lideresas y sufragistas. Los discursos de Burns y Paul fueron trascendentales en ese momento en el movimiento porque demostraron a los políticos que las mujeres se unirían como un bloque de votación.
Después de esto, la Congressional Union envió a dos organizadoras a cada uno de los nueve estados donde las mujeres tenían derecho a votar.  Burns fue a San Francisco, California, con la sufragista Rose Winslow. Organizar a las mujeres en estos estados no fue una tarea fácil, y la recaudación de fondos necesarios resultó ser particularmente problemática. Burns dijo: "Si las mujeres de aquí tan solo me dieran el dinero que están dispuestas a gastar en almuerzos y cenas, me llevaría con ellas fenomenal". Burns difundió el mensaje sobre el sufragio en teatros, calles, yendo de puerta en puerta y distribuyendo dibujos y panfletos. Para las elecciones de 1914, el Partido Demócrata se había convertido en un crítico de la Congressional Union, por lo que se reclamó su responsabilidad por la pérdida de cinco demócratas en la votación.
En 1915, la Congressional Union dedicó sus esfuerzos en organizarse en todos los estados que no tenían ya una sucursal. El objetivo era continuar con lo que había comenzado su campaña de 1914, estado por estado, y hacer del sufragio un asunto nacional con demanda en cada estado. En 1915, Burns también se convirtió en editora del periódico The Suffragist de la Congressional Union. Durante este período, la NAWSA pasó por muchos conflictos internos. Después de su convención en 1915, Anna Howard Shaw renunció como presidenta, y muchos creyeron que sería el momento para una posible reconciliación con la Congressional Union.
Burns y Paul se reunieron con funcionarias de la NAWSA y otras mujeres de la Congressional Union en el Hotel Willard en Washington D. C. el 17 de diciembre de 1915. La NAWSA quería que la Congressional Union se convirtiera en afiliada, pero pedía a cambio que se pusiera fin a la campaña contra el Partido Demócrata y que no se emprendiera ninguna campaña política en el futuro. Estas demandas se consideraron completamente irrazonables, y la reunión terminó sin ninguna reconciliación o posibilidad de futuros intentos.

## National Woman's Party
Después de toda la agitación de los últimos años, Alice Paul anunció un nuevo plan para 1916: quería organizar un partido político de mujeres. Burns apoyó firmemente este plan y el 5, 6 y 7 de junio de 1916, en el Blackstone Theater de Chicago, las delegadas y votantes femeninas se reunieron para organizar el National Woman's Party (NWP). Burns y Paul estaban comprometidas con la acción directa en la lucha por los derechos de las mujeres y, en particular, por su derecho al voto. Se opusieron a ellos las sufragistas más conservadoras que abogaban por tácticas menos militantes. Las lideresas de la NAWSA pensaron que las tácticas del NWP eran inútiles y alienaban a los demócratas que simpatizaban con el sufragio. La membresía en el NWP se limitaba a las mujeres con derecho a voto, y su único objetivo era promover una enmienda federal para el sufragio femenino.
Burns jugó un papel importante en el NWP. Trabajó en prácticamente todos los aspectos de la organización en un momento u otro. Específicamente, fue organizadora en jefe, directora de lobby, editora de periódicos, educadora del sufragio, maestra, oradora, arquitecta de la campaña de banners, fuerza de movilización y símbolo del NWP. En las "escuelas de sufragio" de Burns, enseñó a las mujeres a llevar a cabo campañas automovilísticas, ejercer presión y trabajar con la prensa. Era experta en el trabajo con los medios de comunicación y proporcionó a doscientos corresponsales de noticias boletines informativos frecuentes.
El NWP llevó a docenas de mujeres a hacer piquetes en la Casa Blanca en Washington D. C. como Centinelas Silenciosas a partir de enero de 1917. Una organización bipartidista dirigió sus ataques a la oficina del Presidente de los Estados Unidos, en este caso, Woodrow Wilson. Burns también se opuso a la Primera Guerra Mundial, viéndola como una guerra dirigida por hombres poderosos que resultó en que los jóvenes fueran reclutados y dieran sus vidas con poca libertad. A lo largo de su carrera con el NWP, Burns era conocida por tener un amargo sentido de injusticia y se enfadaba por las acciones del Presidente o de estadounidenses apáticos.

## Vida en prisión

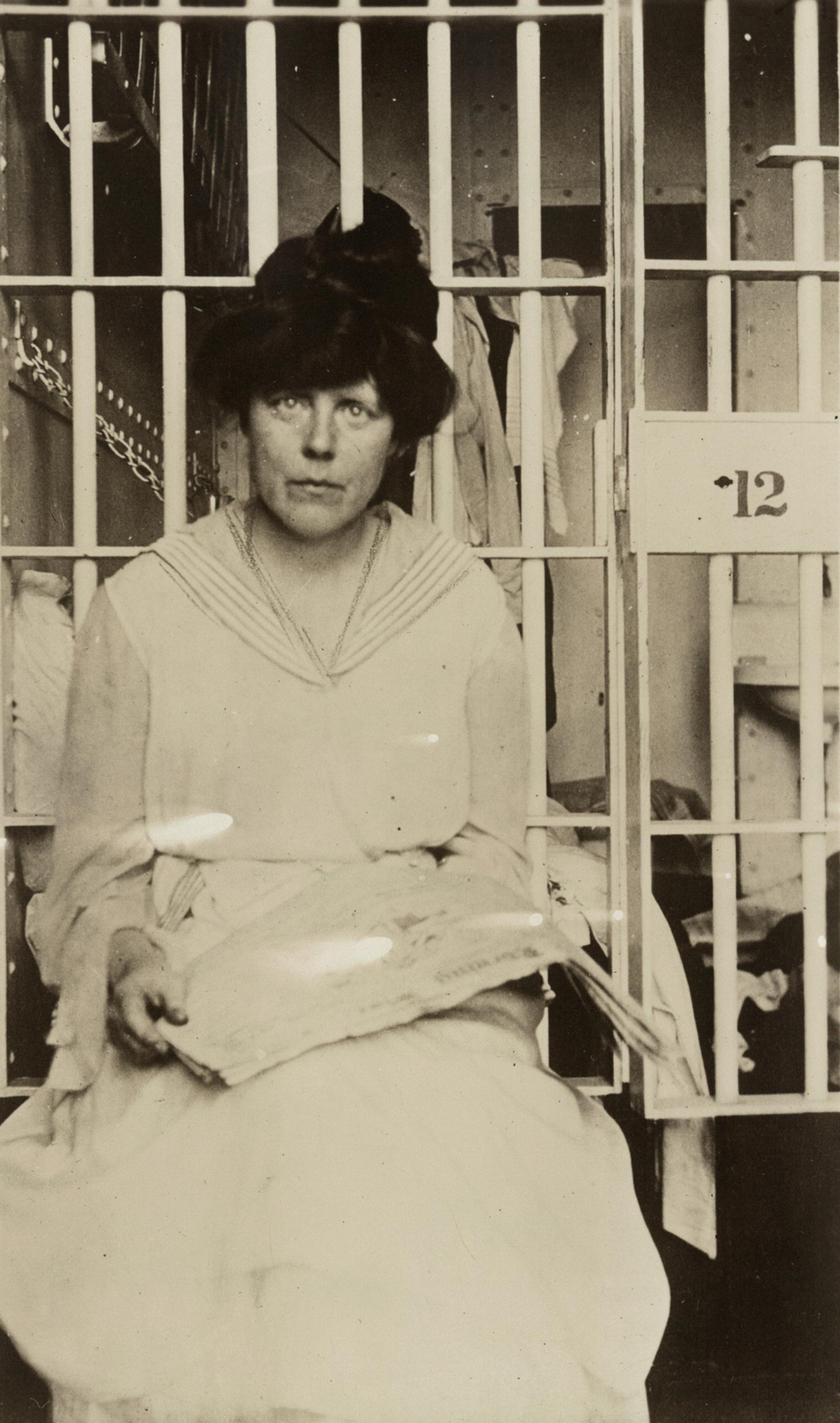
Lucy Burns en Occoquan Workhouse, Washington D.C.

Burns fue arrestada mientras hacía un piquete en la Casa Blanca y fue enviada a Occoquan Workhouse.  En la cárcel, se unió a Alice Paul y a muchas otras mujeres en huelga de hambre para demostrar su compromiso con su causa, afirmando que eran prisioneras políticas.  Burns estaba preparada para las huelgas de hambre ya que previamente había participado en ellas en Europa con la WSPU. Estar encarcelada no detuvo el activismo de Burns y desde el asilo en el que estaban confinadas organizó protestas con otras prisioneras.
Ayudó a organizar y hacer circular uno de los primeros documentos que definieron el estatus de los presos políticos. Este documento describía sus derechos y enumeraba las demandas de un abogado, visitas familiares, materiales de lectura y escritura y comida de fuera de la prisión.  Fueron pasando el documento por agujeros en las paredes hasta que todas las prisioneras relacionadas con el sufragio lo firmaron.  Una vez que los funcionarios de la prisión se dieron cuenta de lo que Burns estaba haciendo, la transfirieron a una cárcel del distrito y la pusieron en aislamiento.
Después de ser liberada, Burns fue enseguida arrestada de nuevo por continuar las protestas, hacer piquetes y marchar ante la Casa Blanca. Tras su tercer arresto en 1917, el juez usó a Burns de ejemplo, y le impuso la pena máxima. Estando de nuevo en prisión en Occoquan Workhouse, Burns soportó lo que se recuerda como la "Noche del Terror". Las mujeres fueron tratadas brutalmente y se les negó atención médica. Para unir a las mujeres, Burns intentó pasar lista y se negó a detenerse a pesar de las numerosas amenazas de los guardias. Cuando se dieron cuenta de que el espíritu de Lucy Burns no se iba a romper fácilmente, esposaron sus manos sobre su cabeza a la puerta de su celda y la dejaron así toda la noche. Burns era tan amada y respetada por sus compañeras sufragistas que las mujeres en la celda de enfrente sostenían sus manos sobre su cabeza en la misma posición. A pesar de su coraje y sus extraordinarias habilidades de liderazgo, la carga de trabajar con tanta diligencia a veces molestaba a Burns; una vez le dijo a Alice Paul: "Estoy tan nerviosa que no puedo comer ni dormir. Soy tan cobarde que debería ser costurera del pueblo, en vez de organizadora del Partido de la Mujer".
Después de soportar la tortura de la "Noche del Terror", las mujeres se negaron a comer durante tres días. Los guardias intentaron tentarlas con pollo frito, provocación que fue interpretada como un insulto. Burns les dijo a las demás: "Creo que este alocado festín que acaba de pasar por nuestras puertas es el último esfuerzo de la institución para descolocar a todas las que pueden desanimarse. Creen que no hay nada en nuestras almas más allá del pollo frito".
Al darse cuenta de que había que hacer algo urgente o de lo contrario podría tener prisioneras muertas en sus manos, el alcaide trasladó a Burns a otra cárcel y les dijo a las mujeres restantes que la huelga había terminado. También ordenó que Burns fuera alimentada a la fuerza. La historiadora Eleanor Clift cuenta que la alimentación forzada de Lucy Burns requería "cinco personas para sujetarla, y cuando se negó a abrir la boca, le metieron el tubo de alimentación por la fosa nasal". Este tratamiento fue extremadamente doloroso y peligroso, causando que Burns tuviera hemorragias nasales severas.  De las sufragistas conocidas de la época, Burns fue quien pasó más tiempo en la cárcel.

## Último impulso para el sufragio
Burns y otras sufragistas habían sido informadas por el presidente del Comité de Sufragio de la Cámara de Representantes de que no se aprobaría una enmienda de sufragio antes de 1920. Para su sorpresa, a finales de 1917 se anunció que la Cámara tomaría una decisión el 10 de enero de 1918. La enmienda fue aprobada en la Cámara por 274 votos a favor y 136 en contra, y las mujeres del NWP, incluyendo a Burns, comenzaron a trabajar en los 11 votos adicionales que necesitarían para que la enmienda fuera aprobada en el Senado. Desafortunadamente, el 27 de junio de 1918, el Senado falló por poco en aprobar la enmienda.
Burns y Paul se enfadaron, pero después de estar tan cerca, no había ninguna posibilidad de que se dieran por vencidas. Reanudaron sus protestas en la Casa Blanca el 6 de agosto de 1918. Una vez más, las mujeres fueron encarceladas, expuestas a condiciones horrendas y liberadas poco después. Su atención se centró entonces en ayudar a los candidatos pro sufragio a ser elegidos en noviembre. Por primera vez, el NWP no le dio respaldo a un partido sobre otro; apoyó a cualquiera que estuviera dispuesto a apoyar el sufragio, y esto le costó a los demócratas su mayoría en el Congreso.
A medida que crecían las tensiones entre las sufragistas y el presidente Wilson, quien se dio cuenta de que había que hacer algo rápidamente para poner fin a las protestas y los enfrentamientos entre la policía y las sufragistas, que habían recibido mucha publicidad. Así, solicitó que el Congreso se reuniera para una sesión especial en mayo de 1919. El 21 de mayo la Cámara de Representantes aprobó la enmienda de Susan B. Anthony con 304 votos a favor y 89 en contra, y el 4 de junio, el Senado la aprobó con 66 a favor y 30 en contra. Sorprendentemente, las sufragistas quedaron muy deprimidas tras el anuncio de esta victoria. La batalla de las sufragistas aún no había terminado ya que tenían que asegurarse de que la mayoría de los estados ratificaran la enmienda. Finalmente, en agosto de 1920, Tennessee se convirtió en el trigésimo sexto estado en ratificar la enmienda de Anthony, y la búsqueda de Burns por el sufragio federal finalmente había terminado.

En ese momento, Burns estaba completamente exhausta y declaró: 
"No quiero hacer nada más. Creo que hemos hecho todo esto por las mujeres, y hemos sacrificado todo lo que poseíamos por ellas, y ahora dejamos que luchen por ello. No voy a pelear más".
Todo el tiempo que pasó en la cárcel y sus experiencias como sufragista la habían dejado una cierta amargura con las mujeres casadas y las que no tomaron acción durante el movimiento de sufragio. Después de que las mujeres de los Estados Unidos obtuvieron el derecho al voto, Burns se retiró de la vida política y se dedicó a la Iglesia Católica y a su sobrina huérfana.
Murió el 22 de diciembre de 1966 en Brooklyn, Nueva York.

## Legado

### Iron Jawed Angels
En 2004, HBO Films emitió la película Iron Jawed Angels en la que se hacía una crónica del movimiento por el derecho al voto de Lucy Burns, Alice Paul y otras sufragistas. Burns fue representada por la actriz australiana Frances O'Connor.

### Lucy Burns Institute
El Lucy Burns Institute es una organización educativa sin ánimo de lucro localizada en Madison, Wisconsin, y nombrada así en su honor.

### Lucy Burns Museum
Un museo sufragista llamado Museo Lucy Burns se ha construido en el antiguo Occoquan Workhouse, donde tuvo lugar la "Noche del Terror".